# Molmerswende

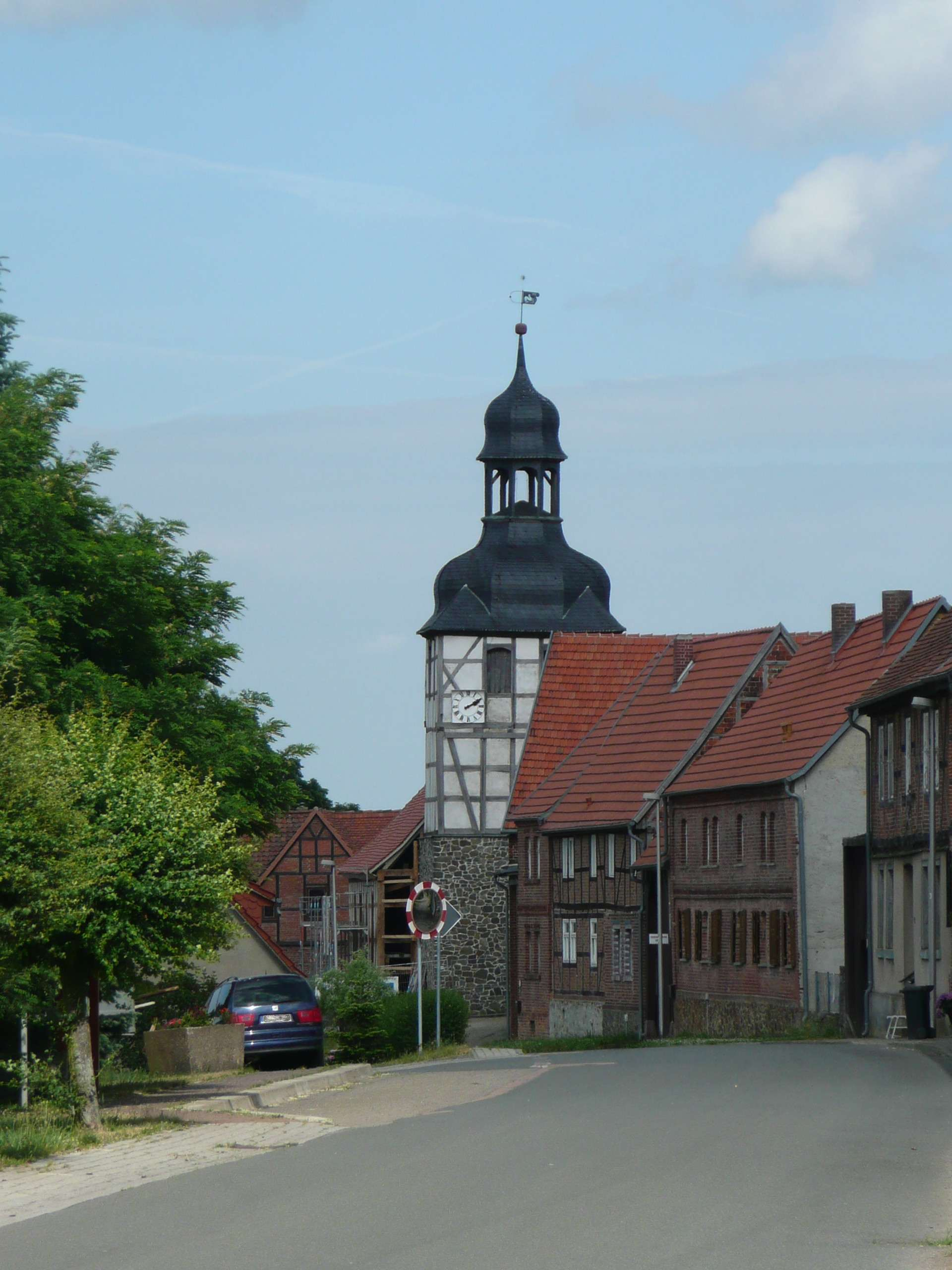
Molmerswende, Teil der Dorfstraße mit Kirche

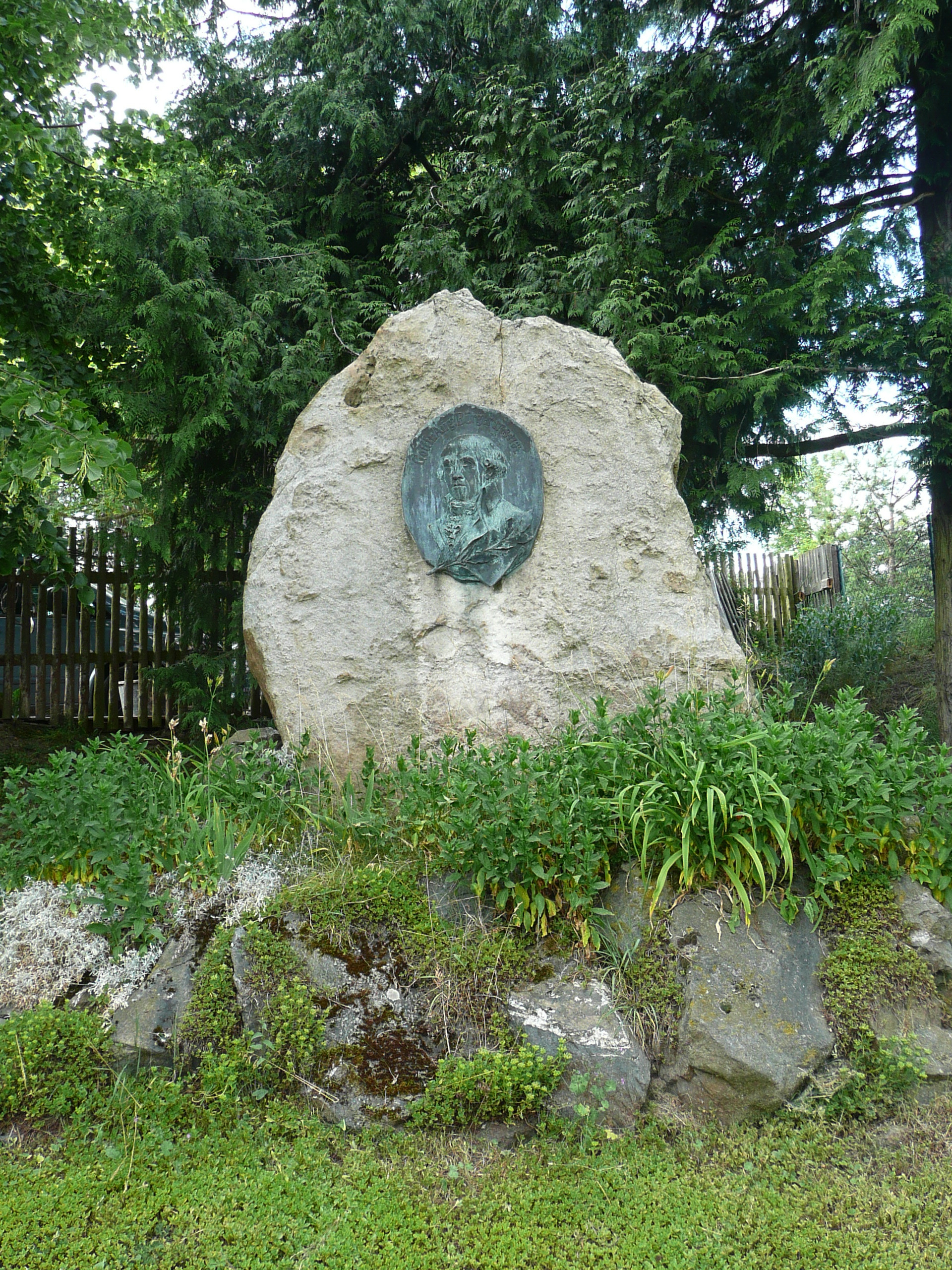
Das 1903 errichtete Denkmal

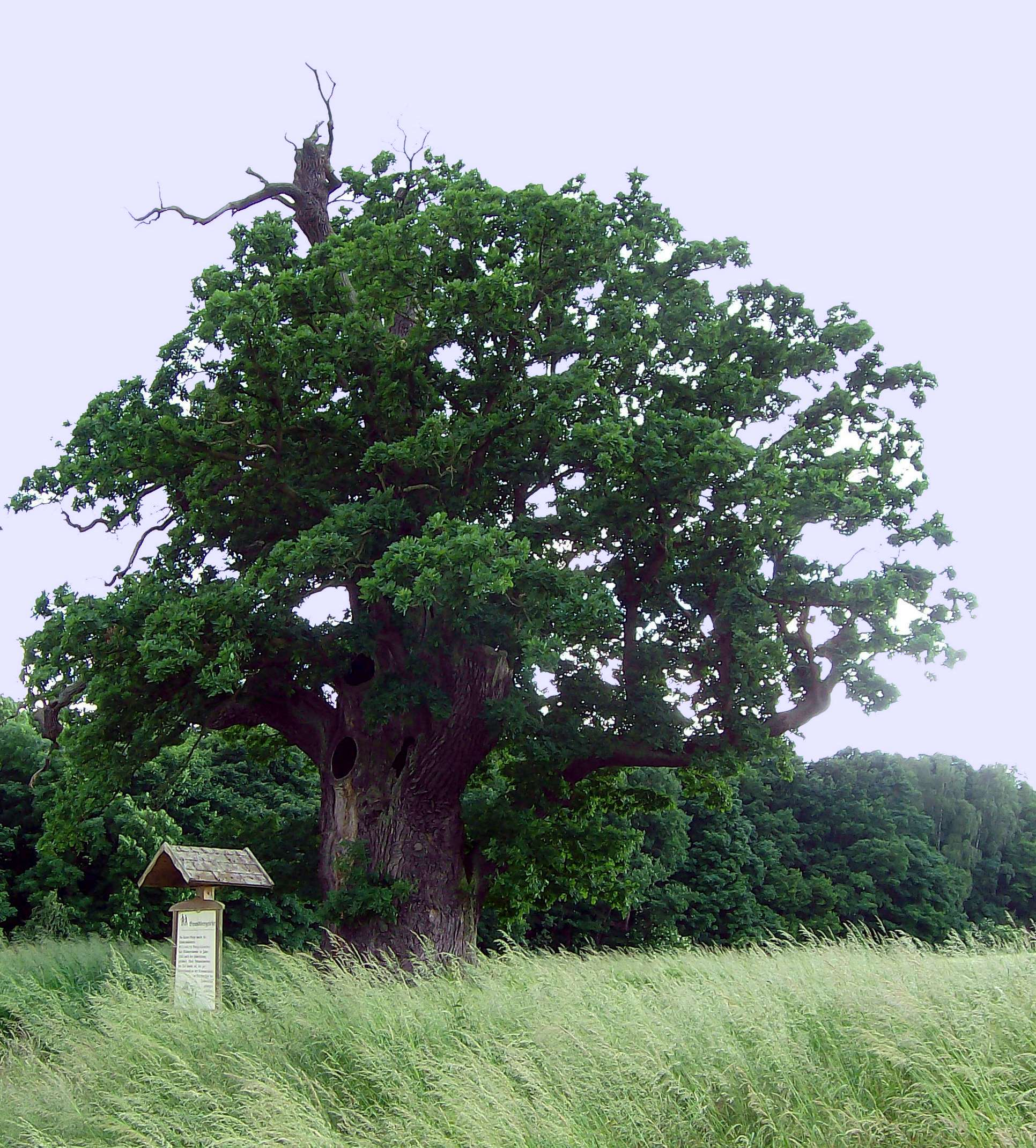
Molmerswende, Brandbergeiche

Molmerswende ist ein Ortsteil der Stadt Mansfeld im Landkreis Mansfeld-Südharz in Sachsen-Anhalt.

## Lage
Molmerswende liegt etwa 17 Kilometer nördlich von Sangerhausen am Rande der Harzgeröder Hochfläche am Anfang einer Mulde, die sich nach Osten erweitert und ins Einetal mündet. Der Ort wird von der Wiebeck durchflossen, die nach etwa acht Kilometern in die Eine mündet.

## Geschichte
Im Jahre 1136 wird Molmerswende erstmals als Averoldeswende urkundlich als Ausstattung 4 Schillinge Pfennige von 4 Hufen Land der von der Äbtissin Hedwig von Gernrode gestifteten Kapelle nebst Hospital erwähnt.
1324 wurde der Zehnte in Malmerswende als zu den Gütern gehörend erwähnt, die der Graf Burchard (VI.) von Falkenstein vom Hochstift Halberstadt zu Lehen hat.
1359 verpfändete der Bischof von Halberstadt die Grafschaft Falkenstein und damit auch Molmerswende an die Gebrüder von Rode.
1400 wurde die Ortslage im Bannus nemoris (Harzbann) Malmeswende genannt.
1449 und 1490 wurde Mulverswende als falkensteinisches Zubehör genannt.
1553 veranlasste Johann von der Asseburg die Wiedergründung von Molmerswende und dem benachbarten Tilkerode, da der Ort nach 1330 bis 1449 eingegangen war. 1564 werden 24 Hauswirte genannt und 1589 bereits 34.
Im Dreißigjährigen Krieg wurde Molmerswende 1642 einmal von den Dragonern des Obristen Wolf ausgeplündert.
1722 wurde der Kirchturm neu errichtet, 1771 das Kirchenschiff erneuert.
Am 31. Dezember 1747 wurde der Dichter Gottfried August Bürger als Sohn des seinerzeitigen Pfarrherrn geboren.
Am 6. März 2009 wurde Molmerswende nach Mansfeld eingemeindet.

## Wappen
Blasonierung: „Gespalten von Silber und Grün; vorn zwei grüne Lindenbätter und hinten eine silberne Schreibfeder.“

## Kultur und Sehenswürdigkeiten

### Museen
Das Gottfried-August-Bürger-Museum befindet sich normalerweise in Bürgers Geburtshaus. Aus baulichen Gründen wurde es 2011 auf unbestimmte Zeit im Obergeschoss der Gaststätte „Zur Tenne“ untergebracht.

### Regelmäßige Veranstaltungen
Jedes Jahr wird Mitte Juni das Sport- und Schützenfest veranstaltet. Auch finden jedes Jahr im Bürgergarten und Bürgermuseum am letzten Maiwochenende die Kunsttage statt; ebenso regelmäßige Kunstevents und Begegnungen mit Menschen mit Behinderungen.

### Denkmäler
- Gottfried-August-Bürger-Denkmal mit Relief von Bildhauer Arnold Künne (enthüllt am 26. Juli 1903[7])

- Naturdenkmal Brandbergeiche im Leinetal mit 6,96 Meter Umfang in Brusthöhe.[8]

Unter diesem Baum soll 1779 die Molmerswender Kindesmörderin Elisabeth Voigtländer, nachdem sie auf den naheliegenden Rabenköpfen gerichtet worden war, aufs Rad geflochten worden sein.

## Persönlichkeiten
- Gottfried August Bürger (1747–1794), Dichter des Sturm und Drang
- Heinrich Andreas Pröhle (1797–1875), Schriftsteller, von 1819 bis 1821 Pfarrer in Molmerswende.
- Friedrich Keubler-Böhm (1858–1942), Reichstagsabgeordneter.
- Thomas Höhle (1926–2012), Literaturwissenschaftler, der maßgeblich an der Einrichtung und der Gestaltung des Gottfried-August-Bürger-Museums mitgewirkt hat.
- Heino Koschitzki (1936–2017), Maler und Grafiker